# Mistrzostwa Europy w Koszykówce Mężczyzn 2013 (eliminacje)/Grupa A

## Tabela
| Poz. | Reprezentacja | Pkt | Mecze | Mecze | Mecze | Punkty | Punkty | Punkty |                             |
| Poz. | Reprezentacja | Pkt | M     | Z     | P     | zdob.  | str.   | bilans | bilans bezpośrednich meczów |
| ---- | ------------- | --- | ----- | ----- | ----- | ------ | ------ | ------ | --------------------------- |
| 1    | Czarnogóra    | 20  | 10    | 10    | 0     | 814    | 697    | +117   |                             |
| 2    | Izrael        | 16  | 10    | 6     | 4     | 861    | 751    | +110   | 2-2 (+26)                   |
| 3    | Serbia        | 16  | 10    | 6     | 4     | 846    | 721    | +125   | 2-2 (+21)                   |
| 4    | Estonia       | 16  | 10    | 6     | 4     | 768    | 761    | +7     | 2-2 (-47)                   |
| 5    | Islandia      | 11  | 10    | 1     | 9     | 743    | 920    | -177   | 1-1 (+4)                    |
| 6    | Słowacja      | 11  | 10    | 1     | 9     | 704    | 986    | -182   | 1-1 (-4)                    |

## Wyniki spotkań
Godziny rozpoczęcia spotkań to godziny czasu lokalnego
| 14 sierpnia 201220:00 | Islandia                                                                      | 78:91(19:24, 10:23, 20:19, 29:25) | Serbia                                                        | Laugardalshöll, Reykjavík Widzów: 1670 Sędzia: Nicolas Maestre (FRA), Robert Hickman (ENG), Rune Ressel Larsen (DEN) |
| 14 sierpnia 201220:00 | Pkt:Jón Arnór Stefánsson 21 Zb:Hlynur Baeringsson 8 As:Jón Arnór Stefánsson 6 | 78:91(19:24, 10:23, 20:19, 29:25) | Pkt:Duško Savanović 18 Zb:Milan Mačvan 9 As:Nemanja Nedovic 5 | Laugardalshöll, Reykjavík Widzów: 1670 Sędzia: Nicolas Maestre (FRA), Robert Hickman (ENG), Rune Ressel Larsen (DEN) |

| 15 sierpnia 201218:00 | Czarnogóra                                                   | 75:69(17:20, 20:14, 11:22, 27:13) | Izrael                                                       | Morača Sports Center, Podgorica Widzów: 3000 Sędzia: Sasa Pukl (SLO), Paolo Taurino (ITA), Elias Koromilas (GRE) |
| 15 sierpnia 201218:00 | Pkt:Suad Šehović 12 Zb:Suad Šehović 11 As:Taylor Rochestie 5 | 75:69(17:20, 20:14, 11:22, 27:13) | Pkt:Li’or Elijjahu 22 Zb:Jogew Ochajon 10 As:Jogew Ochajon 4 | Morača Sports Center, Podgorica Widzów: 3000 Sędzia: Sasa Pukl (SLO), Paolo Taurino (ITA), Elias Koromilas (GRE) |

| 15 sierpnia 201220:00 | Estonia                                             | 95:74(27:20, 24:22, 24:18, 20:14) | Słowacja                                                              | Saku Suurhall, Tallinn Widzów: 3500 Sędzia: Martynas Gudas (LTU), Mathieu Bayot (BEL), Andris Aunkrogers (LAT) |
| 15 sierpnia 201220:00 | Pkt:Janar Talts 16 Zb:Janar Talts 11 As:Sten Sokk 7 | 95:74(27:20, 24:22, 24:18, 20:14) | Pkt:Jozef Vojtek 13 Zb:Dusan Pandula 5 As:Anton Gavel, Robert Nuber 3 | Saku Suurhall, Tallinn Widzów: 3500 Sędzia: Martynas Gudas (LTU), Mathieu Bayot (BEL), Andris Aunkrogers (LAT) |

| 18 sierpnia 201218:00 | Słowacja                                             | 75:81(17:21, 19:23, 23:10, 16:27) | Islandia                                                           | City Sport Hall, Levice Widzów: 700 Sędzia: Guerrino Cerebuch (ITA), Janusz Calik (POL), Gellert Kapitany (HUN) |
| 18 sierpnia 201218:00 | Pkt:Anton Gavel 31 Zb:Roman Vido 10 As:Roman Marko 5 | 75:81(17:21, 19:23, 23:10, 16:27) | Pkt:Jon Stefansson 28 Zb:Hlynur Baeringsson 11 As:Haukur Pálsson 3 | City Sport Hall, Levice Widzów: 700 Sędzia: Guerrino Cerebuch (ITA), Janusz Calik (POL), Gellert Kapitany (HUN) |

| 18 sierpnia 201220:30 | Serbia                                                      | 71:73(23:15, 12:20, 20:17, 16:21) | Czarnogóra                                                   | Belgrad, Kombank Arena Widzów: 18150 Sędzia: Juan Arteaga (ESP), Robert Lottermoser (GER), Olegs Latisevs (LAT) |
| 18 sierpnia 201220:30 | Pkt:Miloš Teodosić 21 Zb:Milan Mačvan 5 As:Miloš Teodosić 5 | 71:73(23:15, 12:20, 20:17, 16:21) | Pkt:Suad Šehović 17 Zb:Suad Šehović 10 As:Taylor Rochestie 3 | Belgrad, Kombank Arena Widzów: 18150 Sędzia: Juan Arteaga (ESP), Robert Lottermoser (GER), Olegs Latisevs (LAT) |

| 18 sierpnia 201221:00 | Izrael                                                   | 86:88 (pd.)(25:12, 15:15, 18:25, 17:23, dogr. 11:13) | Estonia                                                     | Beit Maccabi, Riszon le-Cijjon Widzów: 2200 Sędzia: Sreten Radovic (CRO), Sergey Mikhaylov (RUS), Sergiy Zashchuk (UKR) |
| 18 sierpnia 201221:00 | Pkt:Omri Casspi 23 Zb:Jogew Ochajon 9 As:Jogew Ochajon 7 | 86:88 (pd.)(25:12, 15:15, 18:25, 17:23, dogr. 11:13) | Pkt:Kristjan Kangur 21 Zb:Sim-Sander Vene 10 As:Sten Sokk 6 | Beit Maccabi, Riszon le-Cijjon Widzów: 2200 Sędzia: Sreten Radovic (CRO), Sergey Mikhaylov (RUS), Sergiy Zashchuk (UKR) |

| 21 sierpnia 201218:00 | Słowacja                                            | 71:93(24:26, 15:30, 13:23, 19:14) | Serbia                                                         | City Sport Hall, Levice Widzów: 1600 Sędzia: Srdan Dozai (CRO), Marek Maliszewski (POL), Marko Vuckovic (SLO) |
| 21 sierpnia 201218:00 | Pkt:Anton Gavel 26 Zb:Roman Vido 4 As:Anton Gavel 7 | 71:93(24:26, 15:30, 13:23, 19:14) | Pkt:Miloš Teodosić 15 Zb:Nemanja Bjelica 9 As:Miloš Teodosić 7 | City Sport Hall, Levice Widzów: 1600 Sędzia: Srdan Dozai (CRO), Marek Maliszewski (POL), Marko Vuckovic (SLO) |

| 21 sierpnia 201219:15 | Islandia                                                          | 83:110(19:29, 17:21, 15:30, 32:30) | Izrael                                                                   | Laugardalshöll, Reykjavík Widzów: 1570 Sędzia: Joseph Bissang (FRA), Bert Van Slooten (NED), Simon Unsworth (ENG) |
| 21 sierpnia 201219:15 | Pkt:Haukur Pálsson 19 Zb:Hlynur Baeringsson 8 As:Jon Stefansson 6 | 83:110(19:29, 17:21, 15:30, 32:30) | Pkt:Rawiw Limonad, Omri Casspi 17 Zb:Alexander Tyus 9 As:Jogew Ochajon 6 | Laugardalshöll, Reykjavík Widzów: 1570 Sędzia: Joseph Bissang (FRA), Bert Van Slooten (NED), Simon Unsworth (ENG) |

| 21 sierpnia 201220:00 | Estonia                                                  | 64:77(9:17, 14:16, 17:21, 24:21) | Czarnogóra                                                  | Saku Suurhall, Tallinn Widzów: 6000 Sędzia: Carl Jungebrand (FIBA), Janusz Calik (POL), Fedja Serhatlic (SWE) |
| 21 sierpnia 201220:00 | Pkt:Gert Dorbek 16 Zb:Gert Dorbek 4 As:Kristjan Kangur 3 | 64:77(9:17, 14:16, 17:21, 24:21) | Pkt:Suad Šehović 22 Zb:Bojan Dubljević 11 As:Sead Šehović 3 | Saku Suurhall, Tallinn Widzów: 6000 Sędzia: Carl Jungebrand (FIBA), Janusz Calik (POL), Fedja Serhatlic (SWE) |

| 24 sierpnia 201218:00 | Słowacja                                            | 64:82(20:27, 15:20, 12:22, 17:13) | Izrael                                                        | City Sport Hall, Levice Widzów: 1000 Sędzia: Grzegorz Ziemblicki (POL), Boris Schmidt (GER), Christoph Rohacky (AUT) |
| 24 sierpnia 201218:00 | Pkt:Anton Gavel 22 Zb:Roman Vido 6 As:Anton Gavel 5 | 64:82(20:27, 15:20, 12:22, 17:13) | Pkt:Alexander Tyus 18 Zb:Alexander Tyus 7 As:Jotam Halperin 6 | City Sport Hall, Levice Widzów: 1000 Sędzia: Grzegorz Ziemblicki (POL), Boris Schmidt (GER), Christoph Rohacky (AUT) |

| 24 sierpnia 201220:30 | Serbia                                                                    | 88:63(26:15, 24:13, 20:13, 18:22) | Estonia                                              | Spens Sports Center, Nowy Sad Widzów: 7250 Sędzia: Sasa Pukl (SLO), Anastasios Piloidis (GRE), Gentian Cici (ALB) |
| 24 sierpnia 201220:30 | Pkt:Nenad Krstić, Miloš Teodosić 12 Zb:Marko Keselj 8 As:Miloš Teodosić 5 | 88:63(26:15, 24:13, 20:13, 18:22) | Pkt:Reinar Hallik 11 Zb:Janar Talts 8 As:Sten Sokk 4 | Spens Sports Center, Nowy Sad Widzów: 7250 Sędzia: Sasa Pukl (SLO), Anastasios Piloidis (GRE), Gentian Cici (ALB) |

| 24 sierpnia 201220:30 | Czarnogóra                                                                        | 85:67(26:15, 22:17, 12:13, 25:22) | Islandia                                                                                  | Sportski Centar Nikšić, Niksić Widzów: 4200 Sędzia: Ademir Zurapovic (BIH), Panagiotis Anastopoulos (GRE), Aleksander Pavlov (MKD) |
| 24 sierpnia 201220:30 | Pkt:Bojan Dubljević 16 Zb:Blagota Sekulić 9 As:Taylor Rochestie, Vladimir Dasić 6 | 85:67(26:15, 22:17, 12:13, 25:22) | Pkt:Hlynur Baeringsson 19 Zb:Hlynur Baeringsson 6 As:Jon Stefansson, Hlynur Baeringsson 3 | Sportski Centar Nikšić, Niksić Widzów: 4200 Sędzia: Ademir Zurapovic (BIH), Panagiotis Anastopoulos (GRE), Aleksander Pavlov (MKD) |

| 27 sierpnia 201218:00 | Słowacja                                                              | 81:94(20:23, 12:24, 24:23, 25:24) | Czarnogóra                                                      | City Sport Hall, Levice Widzów: 900 Sędzia: Marek Cmikiewicz (POL), Tomislav Vovk (CRO), Andrej Jersan (SLO) |
| 27 sierpnia 201218:00 | Pkt:Anton Gavel 23 Zb:Michal Batka, Dušan Pandula 5 As:Anton Gavel 10 | 81:94(20:23, 12:24, 24:23, 25:24) | Pkt:Suad Šehović 16 Zb:Bojan Dubljević 10 As:Taylor Rochestie 5 | City Sport Hall, Levice Widzów: 900 Sędzia: Marek Cmikiewicz (POL), Tomislav Vovk (CRO), Andrej Jersan (SLO) |

| 27 sierpnia 201219:15 | Islandia                                                                             | 67:86(15:25, 12:23, 15:28, 25:20) | Estonia                                                     | Laugardalshöll, Reykjavík Widzów: 922 Sędzia: Lahdo Sharro (SWE), Bert Van Slooten (NED), Torkild Rodsand (NOR) |
| 27 sierpnia 201219:15 | Pkt:Jon Stefansson 19 Zb:Hlynur Baeringsson 8 As:Jon Stefansson, Jakob Sigurdarson 3 | 67:86(15:25, 12:23, 15:28, 25:20) | Pkt:Kristjan Kangur 26 Zb:Siim-Sander Vene 9 As:Sten Sokk 8 | Laugardalshöll, Reykjavík Widzów: 922 Sędzia: Lahdo Sharro (SWE), Bert Van Slooten (NED), Torkild Rodsand (NOR) |

| 28 sierpnia 201221:00 | Izrael                                               | 89:76(25:15, 23:23, 17:18, 24:20) | Serbia                                                                                | Nokia Arena, Tel Awiw-Jafa Widzów: 9000 Sędzia: Ivo Dolinek (CZE), Borys Ryzhyk (UKR), Anton Makhlin (RUS) |
| 28 sierpnia 201221:00 | Pkt:Omri Casspi 23 Zb:Omri Casspi 7 As:Omri Casspi 4 | 89:76(25:15, 23:23, 17:18, 24:20) | Pkt:Miloš Teodosić, Zoran Erceg 10 Zb:Zoran Erceg, Milan Mačvan 5 As:Miloš Teodosić 4 | Nokia Arena, Tel Awiw-Jafa Widzów: 9000 Sędzia: Ivo Dolinek (CZE), Borys Ryzhyk (UKR), Anton Makhlin (RUS) |

| 30 sierpnia 201218:00 | Słowacja                                                              | 70:84(15:21, 17:22, 21:18, 17:23) | Estonia                                                    | City Sport Hall, Levice Widzów: 700 Sędzia: Dubravko Muhvic (CRO), Petar Denkovski (MKD), Nebojsa Kovacevic (GER) |
| 30 sierpnia 201218:00 | Pkt:Anton Gavel 35 Zb:Dušan Pandula, Martin Sykora 8 As:Anton Gavel 3 | 70:84(15:21, 17:22, 21:18, 17:23) | Pkt:Siim-Sander Vene 16 Zb:Janar Talts 16 As:Janar Talts 4 | City Sport Hall, Levice Widzów: 700 Sędzia: Dubravko Muhvic (CRO), Petar Denkovski (MKD), Nebojsa Kovacevic (GER) |

| 30 sierpnia 201220:30 | Serbia                                                 | 114:58(35:12, 31:17, 18:20, 30:9) | Islandia                                                                 | Čair Sports Center, Nisz Widzów: 4560 Sędzia: Matej Boltauzer (SLO), Chrisostomos Schinas (GRE), Ilya Putenko (RUS) |
| 30 sierpnia 201220:30 | Pkt:Nenad Krstić 15 Zb:Nenad Krstić 6 As:Dejan Musli 2 | 114:58(35:12, 31:17, 18:20, 30:9) | Pkt:Jakob Sigurdarson 14 Zb:Hlynur Baeringsson 9 As:Hlynur Baeringsson 4 | Čair Sports Center, Nisz Widzów: 4560 Sędzia: Matej Boltauzer (SLO), Chrisostomos Schinas (GRE), Ilya Putenko (RUS) |

| 30 sierpnia 201221:00 | Izrael                                                   | 76:81(12:17, 25:14, 24:27, 15:23) | Czarnogóra                                                      | Nokia Arena, Tel Awiw-Jafa Widzów: 10000 Sędzia: Miguel Perez Perez (ESP), Spyridon Gontas (GRE), Miroslav Tomov (BUL) |
| 30 sierpnia 201221:00 | Pkt:Omri Casspi 20 Zb:Jogew Ochajon 7 As:Jogew Ochajon 8 | 76:81(12:17, 25:14, 24:27, 15:23) | Pkt:Vladimir Dasić 20 Zb:Bojan Dubljević 10 As:Vladimir Dasić 5 | Nokia Arena, Tel Awiw-Jafa Widzów: 10000 Sędzia: Miguel Perez Perez (ESP), Spyridon Gontas (GRE), Miroslav Tomov (BUL) |

| 2 września 201215:45 | Islandia                                                                   | 84:86(25:18, 22:31, 13:13, 24:24) | Słowacja                                                             | Laugardalshöll, Reykjavík Widzów: 700 Sędzia: Regis Bardera (FRA), Clemens Fritz (GER), Bo Bundgaard (DEN) |
| 2 września 201215:45 | Pkt:Hlynur Baeringsson 21 Zb:Hlynur Baeringsson 12 As:Hlynur Baeringsson 5 | 84:86(25:18, 22:31, 13:13, 24:24) | Pkt:Anton Gavel 35 Zb:Robert Nuber, Martin Sykora 7 As:Anton Gavel 6 | Laugardalshöll, Reykjavík Widzów: 700 Sędzia: Regis Bardera (FRA), Clemens Fritz (GER), Bo Bundgaard (DEN) |

| 2 września 201220:00 | Estonia                                              | 53:84(13:21, 17:19, 10:19, 13:25) | Izrael                                                     | Saku Suurhall, Tallinn Widzów: 6950 Sędzia: Haydn Jones (WAL), Apostolos Kalpakas (SWE), Johannes Sarekoski (FIN) |
| 2 września 201220:00 | Pkt:Janar Talts 14 Zb:Janar Talts 10 As:Tanel Sokk 4 | 53:84(13:21, 17:19, 10:19, 13:25) | Pkt:Omri Casspi 26 Zb:Li’or Elijjahu 11 As:Jogew Ochajon 7 | Saku Suurhall, Tallinn Widzów: 6950 Sędzia: Haydn Jones (WAL), Apostolos Kalpakas (SWE), Johannes Sarekoski (FIN) |

| 2 września 201220:30 | Czarnogóra                                                    | 72:62(11:17, 21:12, 19:18, 21:15) | Serbia                                                         | Morača Sports Center, Podgorica Widzów: 4500 Sędzia: Luigi Lamonica (ITA), Damir Javor (SLO), Emin Mogulkoc (TUR) |
| 2 września 201220:30 | Pkt:Sead Šehović 20 Zb:Aleksa Popović 7 As:Taylor Rochestie 5 | 72:62(11:17, 21:12, 19:18, 21:15) | Pkt:Miloš Teodosić 13 Zb:Nemanja Bjelica 9 As:Miloš Teodosić 6 | Morača Sports Center, Podgorica Widzów: 4500 Sędzia: Luigi Lamonica (ITA), Damir Javor (SLO), Emin Mogulkoc (TUR) |

| 5 września 201220:30 | Serbia                                                          | 87:62(22:10, 20:15, 23:19, 22:18) | Słowacja                                                             | Kristalna Dvorana, Zrenjanin Widzów: 3100 Sędzia: Vicente Bulto (ESP), Murat Biricik (TUR), Damir Kunosic (BIH) |
| 5 września 201220:30 | Pkt:Nemanja Nedović 20 Zb:Vladimir Štimac 9 As:Miloš Teodosić 4 | 87:62(22:10, 20:15, 23:19, 22:18) | Pkt:Martin Bilik 16 Zb:Roman Vido, Martin Sykora 5 As:Robert Nuber 5 | Kristalna Dvorana, Zrenjanin Widzów: 3100 Sędzia: Vicente Bulto (ESP), Murat Biricik (TUR), Damir Kunosic (BIH) |

| 5 września 201220:30 | Czarnogóra                                                                   | 76:67(24:15, 13:12, 19:22, 20:18) | Estonia                                                       | Morača Sports Center, Podgorica Widzów: 4100 Sędzia: Engin Kennerman (TUR), Chrisostomos Schinas (GRE), Zoran Mitrovski (MKD) |
| 5 września 201220:30 | Pkt:Vladimir Dasić 14 Zb:Blagota Sekulić, Vladimir Dasić 8 As:Suad Šehović 3 | 76:67(24:15, 13:12, 19:22, 20:18) | Pkt:Gregor Arbet 12 Zb:Kristjan Kangur 8 As:Kristjan Kangur 5 | Morača Sports Center, Podgorica Widzów: 4100 Sędzia: Engin Kennerman (TUR), Chrisostomos Schinas (GRE), Zoran Mitrovski (MKD) |

| 5 września 201221:00 | Izrael                                                      | 92:75(17:20, 25:18, 25:18, 25:19) | Islandia                                                                 | Nokia Arena, Tel Awiw-Jafa Widzów: 6500 Sędzia: Dubravko Muhvic (CRO), Antonis Demetriou (CYP), David Berekashvili (GEO) |
| 5 września 201221:00 | Pkt:Omri Casspi 22 Zb:Li’or Elijjahu 11 As:Li’or Elijjahu 5 | 92:75(17:20, 25:18, 25:18, 25:19) | Pkt:Jakob Sigurdarson 21 Zb:Hlynur Baeringsson 11 As:Pavel Ermolinskij 7 | Nokia Arena, Tel Awiw-Jafa Widzów: 6500 Sędzia: Dubravko Muhvic (CRO), Antonis Demetriou (CYP), David Berekashvili (GEO) |

| 8 września 201215:45 | Islandia                                                              | 92:101(23:19, 38:20, 15:30, 16:32) | Czarnogóra                                                       | Laugardalshöll, Reykjavík Widzów: 650 Sędzia: Neil Wilkinson (ENG), Apostolos Kalpakas (SWE), Anthonie Sinterniklaas (NED) |
| 8 września 201215:45 | Pkt:Jon Stefansson 32 Zb:Hlynur Baeringsson 9 As:Hlynur Baeringsson 5 | 92:101(23:19, 38:20, 15:30, 16:32) | Pkt:Vladimir Dasić 38 Zb:Vladimir Dasić 14 As:Taylor Rochestie 5 | Laugardalshöll, Reykjavík Widzów: 650 Sędzia: Neil Wilkinson (ENG), Apostolos Kalpakas (SWE), Anthonie Sinterniklaas (NED) |

| 8 września 201220:00 | Estonia                                                      | 88:81(16:22, 25:21, 22:20, 25:18) | Serbia                                                    | Saku Suurhall, Tallinn Widzów: 4800 Sędzia: Regis Bardera (FRA), Aliaksandr Syrytsa (BLR), Toni Rodriguez (GER) |
| 8 września 201220:00 | Pkt:Kristjan Kangur 19 Zb:Siim-Sander Vene 10 As:Sten Sokk 8 | 88:81(16:22, 25:21, 22:20, 25:18) | Pkt:Nenad Krstić 20 Zb:Nenad Krstić 9 As:Miloš Teodosić 2 | Saku Suurhall, Tallinn Widzów: 4800 Sędzia: Regis Bardera (FRA), Aliaksandr Syrytsa (BLR), Toni Rodriguez (GER) |

| 8 września 201221:00 | Izrael                                                                       | 106:73(23:19, 26:23, 32:8, 25:23) | Słowacja                                                             | Nokia Arena, Tel Awiw-Jafa Widzów: 7000 Sędzia: Paolo Taurino (ITA), Borys Shulga (UKR), Ilya Putenko (RUS) |
| 8 września 201221:00 | Pkt:Omri Casspi, Li’or Elijjahu 18 Zb:Alexander Tyus 11 As:Li’or Elijjahu 12 | 106:73(23:19, 26:23, 32:8, 25:23) | Pkt:Jozef Vojtek 17 Zb:Jozef Vojtek, Tomas Mrvis 4 As:Robert Nuber 7 | Nokia Arena, Tel Awiw-Jafa Widzów: 7000 Sędzia: Paolo Taurino (ITA), Borys Shulga (UKR), Ilya Putenko (RUS) |

| 11 września 201218:00 | Estonia                                                        | 80:58(24:22, 23:10, 15:11, 18:15) | Islandia                                                                               | Saku Suurhall, Tallinn Widzów: 4500 Sędzia: Nick Van den Broeck (BEL), Oskars Lucis (LAT), Simon Unsworth (ENG) |
| 11 września 201218:00 | Pkt:Siim-Sander Vene 23 Zb:Janar Talts 11 As:Kristjan Kangur 5 | 80:58(24:22, 23:10, 15:11, 18:15) | Pkt:Jon Stefansson 13 Zb:Hlynur Baeringsson 10 As:Jon Stefansson, Hlynur Baeringsson 2 | Saku Suurhall, Tallinn Widzów: 4500 Sędzia: Nick Van den Broeck (BEL), Oskars Lucis (LAT), Simon Unsworth (ENG) |

| 11 września 201220:30 | Serbia                                                     | 83:67(28:14, 23:17, 12:16, 20:20) | Izrael                                                             | Hala Pionir, Belgrad Widzów: 6150 Sędzia: Christos Christodoulou (GRE), Emilio Perez (ESP), Marek Cmikiewicz (POL) |
| 11 września 201220:30 | Pkt:Milenko Tepić 16 Zb:Nenad Krstić 7 As:Miloš Teodosić 7 | 83:67(28:14, 23:17, 12:16, 20:20) | Pkt:Omri Casspi 20 Zb:Ido Kozikaro, Omri Casspi 4 As:Omri Casspi 4 | Hala Pionir, Belgrad Widzów: 6150 Sędzia: Christos Christodoulou (GRE), Emilio Perez (ESP), Marek Cmikiewicz (POL) |

| 11 września 201220:30 | Czarnogóra                                                         | 80:48(27:6, 17:14, 22:18, 14:10) | Słowacja                                                 | Morača Sports Center, Podgorica Widzów: 3200 Sędzia: Juan Arteaga (ESP), Matej Boltauzer (SLO), Aleksandar Milojevic (MKD) |
| 11 września 201220:30 | Pkt:Bojan Dubljević 25 Zb:Bojan Dubljević 12 As:Taylor Rochestie 7 | 80:48(27:6, 17:14, 22:18, 14:10) | Pkt:Dušan Pandula 11 Zb:Michal Batka 5 As:Robert Nuber 3 | Morača Sports Center, Podgorica Widzów: 3200 Sędzia: Juan Arteaga (ESP), Matej Boltauzer (SLO), Aleksandar Milojevic (MKD) |